# Sikucin
Sikucin – wieś w Polsce położona w województwie łódzkim, w powiecie zduńskowolskim, w gminie Szadek.
Przez miejscowość przebiega droga wojewódzka nr 710.
W latach 1954–1958 wieś należała i była siedzibą władz gromady Sikucin, po jej zniesieniu w gromadzie Wielka Wieś. W latach 1975–1998 miejscowość administracyjnie należała do województwa sieradzkiego.
W latach 1876 i 1879 Leon Dudrewicz z Warszawy rozkopał na terenie wsi cmentarzysko kultury łużyckiej, publikując część wyników swoich poszukiwań w 3 tomie „Wiadomości Archeologicznych”.